# 李世鹤
李世鹤（1941年—），重庆人，TD-SCDMA技术的主要推动者。曾任大唐移动通信设备有限公司副总裁和首席科学家。
早年在邮电部电信科学技术研究院工作，后在文革中被打成反革命在西安劳动改造八年.1978年被公派留学到加拿大蒙特利尔大学四年后拿到博士文凭。然后回到中国。
历任邮电部邮电科学研究院第四研究所总工，所长。邮电科学技术研究院副院长，副总工。
1993年后与摩托罗拉公司半导体部工作的项目经理陈卫，和德州大学奥斯汀分校的助理教授徐广涵提出TD-SCDMA初步构想.1995年后，出任异码公司董事长，开始TD-SCDMA的研发和推广工作。
李世鹤多次被提名为工程院院士。